# Chantelle Swaby
Chantelle Monique Swaby (West Hartford, 6 agosto 1998) è una calciatrice statunitense naturalizzata giamaicana, difensore del Leicester City e della nazionale giamaicana.

## Biografia
È la sorella minore di Allyson Swaby, anche lei calciatrice: le due sono anche compagne di squadra nella nazionale giamaicana.

## Carriera

### Club
Il 18 luglio 2024, Swaby viene ingaggiata a parametro zero dal Leicester City, nella massima serie inglese, con cui firma un contratto biennale.

### Nazionale
Nel 2018 ha disputato le prime gare ufficiali con la nazionale maggiore ed è stata convocata per il CONCACAF Women's Championship, dove con 4 presenze in 5 gare (tranne la finalina per il 3º posto contro Panama) ha contribuito alla prima qualificazione di sempre delle Reggae Girlz ad un Mondiale, quello di Francia 2019.
Inserita dal Commissario tecnico Hue Menzies nella lista delle 23 calciatrici convocate comunicata il 23 maggio 2019, Swaby
condivide con le compagne il difficile percorso della sua nazionale che, inserita nel gruppo C, perde tutti i tre incontri della fase a gironi, 3-0 con il Brasile, 5-0 con l'Italia e 4-1 con l'Australia, venendo così subito eliminata dal torneo.